# Branchiata
Skrzelodyszne (Branchiata) - w niektórych starszych podejściach taksonomicznych podtyp stawonogów, zawierający skorupiaki i trylobitowce, przeciwstawiany jednogałęziowcowm (Uniramia).
Skrzelodyszne to stawonogi morskie (wodne), których odnóża są dwugałęziste, obok funkcji krocznej pełnią także funkcję oddechową. Ostatnie odkrycia paleontologiczne wskazują, że paleozoiczne owady miały odnóża wielogałęziste. Ponadto w szczękach drugiej pary widoczna jest pierwotna dwugałęzistość. W konsekwencji jednogałęzistość odnóży jest cechą wtórną, typową dla organizmów lądowych (inny sposób oddychania). Obecnie skrzelodyszne traktuje się jako grupę sztuczną, a jednogałęziste (Uniramia) wywodzi się od trylobitowców.